# Topolino in guerra col Gatto Nip
Topolino contro il gatto Nipp (Mickey Mouse Vs. Kat Nipp) è un arco narrativo realizzato interamente da Floyd Gottfredson con l'aiuto di Earl Duvall, che ne ha anche realizzato il lettering originale.
Originariamente pubblicato come daily strip dal 19 gennaio al 25 febbraio del 1931, è noto in Italia anche con il titolo di Topolino in guerra contro il gatto Nip (prima edizione nell'albo Mondadori Nel regno di Topolino).

## Trama
La storia presenta un Topolino discolo e bighellone che si aggira per una Topolinia che è ancora un paesotto contadino che cerca di industrializzarsi, con l'unico intento di perdere tempo, combinare scherzi ed iniziare una faida con Nipp il gatto, reo di voler semplicemente conservare la propria privacy dall'invadente topo. Certamente è un po' difficile non restare colpiti da un personaggio che, invece di aprire la porta e presentarsi alla città, lascia attaccata alla porta un guantone da boxe, pronto a colpire in un occhio Topolino, o che attacca una trappola per topi alla sua coda o che gli elettrifica l'armatura con la quale si è avvicinato per sbirciare in tutta sicurezza.
Quindi, finalmente, nella striscia del 24 gennaio il gatto Nipp esce allo scoperto, presentandosi come quel terribile bullo dal pelo nero che si era intuito nelle strisce precedenti.
A questo punto inizia la vera e propria battaglia, lanciata da un semplice, quanto diretto proclama:
Senti, nanerottolo, questo è il mio territorio e non voglio stranieri a curiosare qui!
Specialmente tu, topo! Se ti ritrovo in zona ti farò un bel nodo alla coda, capito?
Topolino, da bravo testardo, non accetta la provocazione e, anzi, cerca con insistenza il confronto. Le prime fasi del match vanno a favore di Nipp che, nonostante tutti gli stratagemmi difensivi di Topolino, riesce ad annodare completamente la coda ed anche il naso. Sceso, quindi, così in basso che più in basso non si può, Topolino decide di reagire e lo fa utilizzando la nepeta cataria, un liquore molto apprezzato dai gatti. Il topo utilizza la nepeta per ben tre volte, ed ogni volta gli annoda ben bene la coda, ma ogni volta Nipp esce da casa con la coda liscia e ben dritta. Ottenuta un'occasione (Nipp che, violino in braccio, canta alla luna), scopre che il suo nemico ha, nella sua baracca, un marinaio (Barnacle Bill) che, ogni volta, gli scioglie i nodi alla coda.
Grazie alla nepeta, Topolino riesce prima ad ingraziarsi il marinaio, quindi, il giorno dopo, ad allontanarlo, in modo da dipingere la coda del gatto con dei pallini bianchi. Nonostante la colorazione, Nipp esce per le strade della città, ma Topolino avvisa un poliziotto di allontanarlo, perché la coda a pallini è indice di una malattia contagiosa. Nipp, allora, commette un errore: sostituisce la coda con una fila di salsicce, che attirano tutti i cani dei dintorni, costringendolo a scappare. Alla fuga finale assiste, incredulo, un pesce gatto volante a bordo di un pallone aerostatico.
E Topolino? Nelle tre strisce che concludono la storia, il nostro eroe si impegna a raddrizzare la sua coda, completamente annodata, ma tutti i suoi tentativi, alla fine, la lasciano senza nodi e floscia. Topolino, però, non si dà per vinto e se ne va con un palloncino che tiene sollevata da terra l'estremità della sua bella coda.

## Curiosità
Il nome "Kat Nipp" è un gioco di parole su "Catnip", nome comune della Nepeta cataria o erba gatta.